# 索尼NEX-F3
索尼 NEX-F3是索尼于2012年6月15日发售的一款α品牌微单数码相机。作为NEX-C3的升级产品，在外观上NEX-F3与前者的大致相同，而其与NEX-C3最大的不同在于NEX-F3有新增内建闪光灯，并且F3的可翻转显示屏支持向上翻转180°，由此F3带来了自拍功能。同时首次在该系列相机上引入USB充电功能。索尼 NEX-C3则于F3发售当日宣布停产。